# Периколи, Леа
Леа Периколи (итал. Lea Pericoli; 22 марта 1935, Милан — 4 октября 2024, Милан) — итальянская теннисистка, чья карьера длилась свыше 20 лет. Впоследствии — телеведущая и журналист. Помимо спортивных достижений считалась иконой теннисного стиля 60-х.

## Биография

### Ранняя жизнь
Леа провела своё детство в Аддис-Абебе. У неё есть брат и две сестры. Во время Второй мировой войны семья переехала в Асмэре. Леа училась в монастырской школе в Найроби (Кения). В семнадцать лет она вернулась в Италию.

### Карьера
Периколи трижды добиралась до 1/16 финала Уимблдонского турнира — в 1965, 1967 и 1970 годах.
В партнёрстве с Хельгой Шульце Периколи выиграла титул в парном разряде в 1974 году на турнире WTA Swiss Open, победив Кайоко Фукуоку и Мишель Родригес 6-2, 6-0 в финале.
За национальную сборную Леа дебютировала на Кубке Федераций в 1963 году и представляла Италию в девяти турнирах, выиграв 8 из 16 матчей в одиночном разряде и 7 из 14 матчей в паре. Её последний матч в Кубка Федераций был в 1975 году.
Пара Леа Периколи и Сильваны Лаззарино (род. 1933) считалась одной из сильнейших в итальянском теннисе, шесть раз подряд доходя до финала первенства страны.
В 2015 году она была включена в итальянский Зал спортивной славы.

### Икона стиля
В 1955 году Периколи играла на Уимблдоне в одежде, разработанной Тедом Тинлингом. Её спортивная форма на корте всегда вызвала большой интерес у зрителей и журналистов. В 1964 году в платье с юбкой «туту» она стала одной из самых обсуждаемых участниц турнира, дойдя при этом лишь до третьего круга соревнований. На протяжении нескольких лет она имела контракт с итальянским брендом спортивной одежды Superga.
В 2001 году британский таблоид Sunday Mirror цитирует Периколи: «Я прославилась благодаря своей одежде, а не своей игре» и «Я не зарабатывала деньги на теннисе, но если бы я родилась 30 лет спустя, я бы стала ужасно богатой, как Анна Курникова».

### Журналист
24 июня 1974 дебютировала в качестве журналиста в газете il Giornale. Её профессиональным обучением занимался Индро Монтанелли. Она известна как теннисный и модный журналист, а также спортивный комментатор. В 2009 году в свет вышла её автобиографическая книга Maldafrica.

### Личная жизнь
12 ноября 1964 года Леа Периколи вышла замуж за Тито Фонтану.
Умерла 4 октября 2024 года в возрасте 89 лет.